# Kleppafoss
Kleppafoss  è una piccola cascata situata nella regione del Vesturland, nella parte occidentale dell'Islanda.

## Descrizione
La cascata è situata lungo il corso del fiume Grímsá, un fiume ricco di salmoni che fuoriesce dal lago Reyðarvatn. A valle della serie di numerose cascate, il Grímsá si fonde con il Hvítá e il Norðurá e va a sfociare nel fiordo Borgarfjörður dopo aver attraversato la valle Lundarreykjadalur. Sul fiume ci sono diverse rapide e cascate, e Kleppafoss è una delle più piccole, con un salto di circa 1 metro.
A un paio di chilometri si trova la cascata Laxfoss í Grímsá.

## Accesso
La cascata è raggiungibile percorrendo dapprima la strada S52, poi la 512. Dopo circa un chilometro si passa il fiume Grimsá e sulla destra si stacca una stradina che porta alla fattoria Oddstaðir. La stradina termina dopo un paio di chilometri nei pressi della cascata Hrisbrekkafoss. si risale quindi il fiume per 2,5 km.
La prima cascata che si incontra a est della fattoria Oddstaðir è Hrisbrekknafoss, seguendo il corso del fiume si trovano Jotnabruarfoss, Kleppagilsfoss, Kleppafoss I-II-III, Selsmyrarfoss, Kerlingafoss, Kalfgilsfoss/Englandsfoss, Breiðifoss, Lambárfoss e Sellfoss, tutte entro 8 km.